# Марина ди Модика (Рагуза)
Марина ди Модика је насеље у Италији у округу Рагуза, региону Сицилија.
Према процени из 2011. у насељу је живело 782 становника. Насеље се налази на надморској висини од 19 м.